# سياة بيران كسمايي (مقاطعة فومن)
سياة بيران كسمايي (بالفارسية: سیاه پیران کسمایی) هي قرية تقع في غيلان في إيران. يقدر عدد سكانها بـ 201 نسمة بحسب إحصاء 2016.